# 府山 (绍兴)

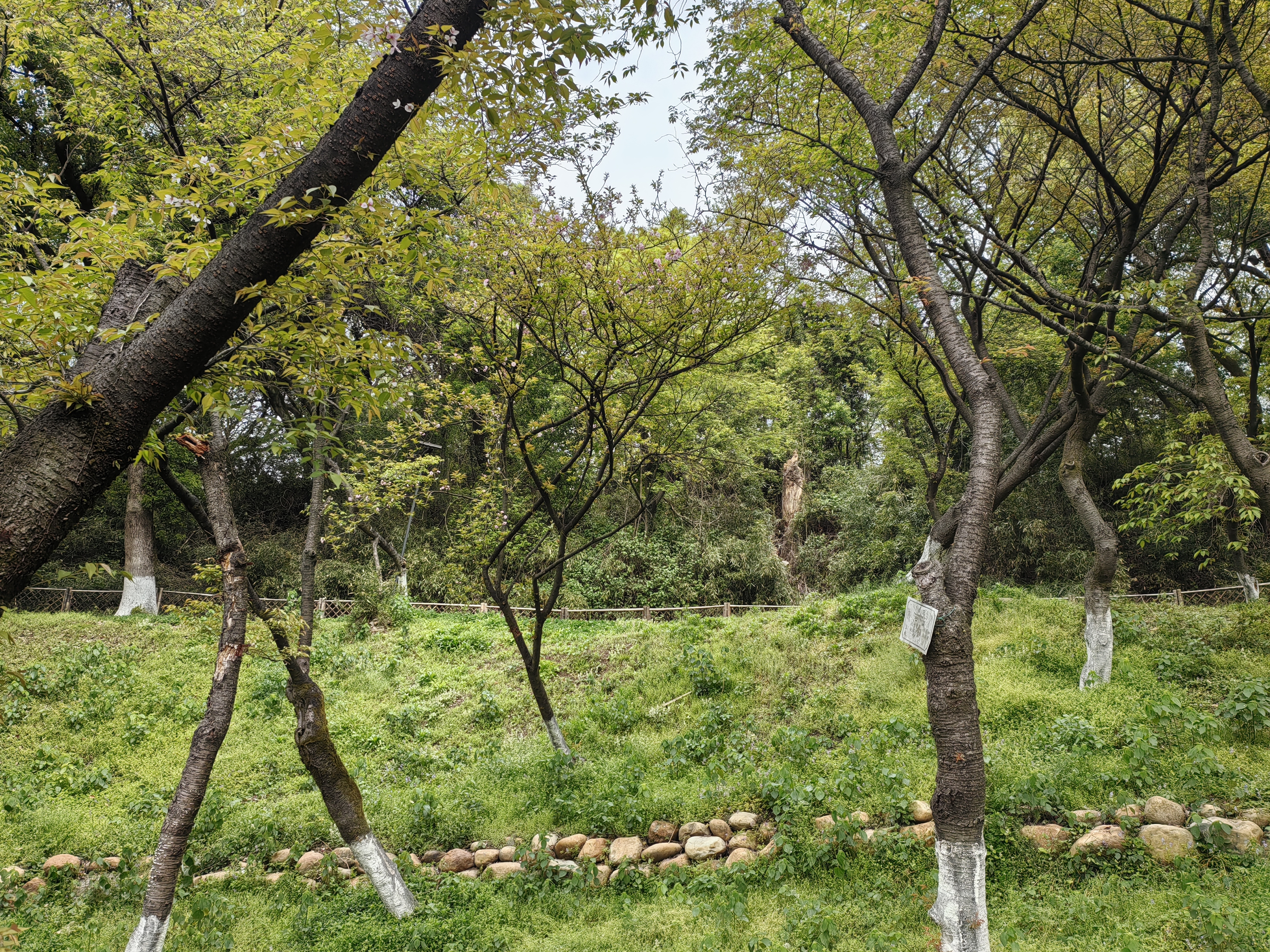
府山的櫻花園，櫻花為田中角荣所贈

府山摩崖题刻

府山又称卧龙山和种山，位于浙江省绍兴市越城区府山街道，是绍兴古城内的三座孤丘（府山、塔山和蕺山）中最大的一座，海拔75.3米，周长约750米，占地面积22公顷，呈西南-东北走向。它位于古城西北部。春秋时期越国建都发源于此，为子城和王宫所在地。此后历代府衙设于此山东麓，故得名府山。
府山周围属于越子城历史文化街区。府山上下遍布历史遗迹和文物古迹，包括：
- 文种墓，府山东北麓，绍兴市文物保护单位
- 烈士墓，府山南麓，绍兴市文物保护单位
- 府山摩崖题刻，府山北麓，浙江省文物保护单位
- 越王台，府山东南麓，绍兴市文物保护单位
- 风雨亭，府山西巅，绍兴市文物保护单位